# Học viện Kỹ thuật Mật mã (Việt Nam)
Học viện Kỹ thuật Mật mã (KMA) (tiếng Anh là: Vietnam Academy of Cryptography Techniques) là một trường đại học công lập trực thuộc Ban Cơ yếu Chính phủ của Bộ Quốc phòng, được thành lập ngày 17 tháng 2 năm 1995 có chức năng đào tạo cán bộ có trình độ đại học, sau đại học và nghiên cứu khoa học kỹ thuật mật mã của ngành Cơ yếu Việt Nam. Học viện cũng được chính phủ Việt Nam lựa chọn là một trong tám cơ sở trọng điểm đào tạo nhân lực an toàn thông tin Việt Nam theo Đề án đào tạo và phát triển nguồn nhân lực an toàn, an ninh thông tin đến năm 2025.

## Sơ lược về Học viện Kỹ thuật Mật mã
- Học viện Kỹ thuật Mật mã tiền thân là Trường Cán bộ Cơ yếu Trung ương (ngày 15 tháng 4 năm 1976), Trường Đại học Kỹ thuật Mật mã (ngày 5 tháng 6 năm 1985) và Viện Nghiên cứu Khoa học Kỹ thuật Mật mã (ngày 17 tháng 2 năm 1980), được thành lập ngày ngày 17 tháng 2 năm 1995 trên cơ sở sáp nhập Trường Đại học Kỹ thuật Mật mã và Viện Nghiên cứu Khoa học Kỹ thuật Mật mã.
- Học viện là cơ sở duy nhất của Việt Nam có chức năng đào tạo cán bộ có trình độ đại học, sau đại học và nghiên cứu khoa học kỹ thuật mật mã của ngành Cơ yếu Việt Nam. Đây còn là nơi đào tạo và bồi dưỡng đội ngũ cán bộ cơ yếu, sĩ quan chỉ huy kỹ thuật mật mã cho quân đội Việt Nam, Lào, Campuchia và Cuba[1].
- Hiện nay Học viện đào tạo thêm đại học chính quy hệ dân sự ngành Công Nghệ Thông Tin (chuyên ngành An toàn thông tin, chuyên ngành Lập trình nhúng và di động) và ngành Điện tử viễn thông (chuyên ngành hệ thống nhúng và điều khiển tự động), Tiến sĩ ngành Mật mã và Thạc sĩ chuyên ngành An toàn thông tin.

## Lãnh đạo hiện nay
- Giám đốc: TS Hoàng Văn Thức
- Phó giám đốc: PGS.TS Lương Thế Dũng
- Phó giám đốc: TS Nguyễn Tân Đăng
- Phó giám đốc: GS.TS Nguyễn Hiếu Minh

## Tổ chức

### Các phòng, ban chức năng
- Phòng Chính trị - Tổ chức
- Phòng Đào tạo
- Phòng Khảo thí và Đảm bảo chất lượng đào tạo
- Phòng Sau đại học
- Phòng Hành chính
- Phòng Kế hoạch - Tài chính
- Phòng Thiết bị - Quản trị

### Các khoa đào tạo
- Khoa Mật mã
- Khoa An toàn thông tin
- Khoa Công nghệ thông tin
- Khoa Điện tử Viễn thông
- Khoa Lý luận chính trị
- Khoa Cơ bản
- Khoa Quân sự và Giáo dục thể chất

### Các trung tâm
- Trung tâm Thực hành Kỹ thuật mật mã
- Trung tâm Thông tin - Thư viện

### Các hệ quản lý học viên
- Hệ Quản lý Học viên Mật mã
- Hệ Quản lý sinh viên An toàn thông tin

### Các phân viện nghiên cứu
- Viện nghiên cứu ứng dụng Khoa học công nghệ

### Các cơ sở khác
- Phân hiệu Học viện Kỹ thuật mật mã tại Thành phố Hồ Chí Minh
- Lãnh đạo phân hiệu: PGS.TS Lương Thế Dũng
- Địa chỉ: Số 17A, đường Cộng Hòa, phường 4, quận Tân Bình, thành phố Hồ Chí Minh.

## Khen thưởng
- Huân chương Chiến công hạng 2 (1986).
- Huân chương Lao động hạng 2 (1990).
- Huân chương Tự do hạng 2 (1990) của Nhà nước Lào.
- Huân chương Bảo vệ tổ quốc hạng hai (1991) của Nhà nước Campuchia.
- Huân chương Lao động hạng 3 (1991).
- Huân chương Lao động hạng 3 (1991) tặng cho Đoàn TNCS Hồ Chí Minh của Học viện
- Huân chương Lao động hạng nhất (1996) tặng cho Học viện
- Huân chương Độc lập hạng 3 (2000).
- Huân chương Lao động hạng 3(2000) cho Khoa Cơ bản của Học viện.
- Huân chương Lao động hạng 2 (2005) của nhà nước Lào.
- Huân chương Độc lập 2 (2005).
- Huân chương Lao động hạng 3 (2005)
- Huân chương Lao động hạng 2 (2009)
- Huân chương Độc lập hạng nhất (2011)
- Huân chương Lao động hạng ba (2009) cho Phân viện Nghiên cứu Khoa học mật mã
- Huân chương Bảo vệ Tổ quốc hạng ba (2016)

## Giám đốc Học viện qua các thời kỳ
- 2003 -2012, Đại tá PGS.TS Lê Mỹ Tú
- 2012-2013, Thiếu tướng TS Đặng Vũ Sơn, Trưởng ban Ban Cơ yếu Chính phủ (2014-2020)
- 2013-2017,Thiếu tướng TS Nguyễn Nam Hải, Phó trưởng ban Ban Cơ yếu Chính phủ (2017-2021)
- 2017-2020, PGS.TS Nguyễn Hồng Quang, nguyên PGĐ Học viện Kỹ thuật Mật mã
- 3-2020 đến 5-2020, Đại tá TS Hoàng Văn Quân, nguyên PGĐ Học viện KTMM
- 6-2020 đến 8-2022, Đại tá TS Nguyễn Hữu Hùng, nguyên Cục trưởng cục chứng thực số và bảo mật thông tin
- 12-2022 đến nay, TS Hoàng Văn Thức, nguyên viện trưởng Viện Khoa học - Công nghệ mật mã, Ban Cơ yếu Chính phủ.[2]